# Karola Patricia Bejenaru
Karola Patricia Bejenaru (* 29. Juni 1997) ist eine rumänische Tennisspielerin.

## Karriere
Bejenaru bevorzugt Sandplätze und gewann bisher drei Einzel- und 18 Doppeltitel auf der ITF Women’s World Tennis Tour.

## Turniersiege

### Einzel
| Nr. | Datum              | Turnier             | Kategorie | Belag     | Finalgegnerin  | Ergebnis  |
| --- | ------------------ | ------------------- | --------- | --------- | -------------- | --------- |
| 1.  | 18. September 2022 | Melilla             | ITF W15   | Sand      | Amy Zhu        | 7:5, 6:1  |
| 2.  | 16. Oktober 2022   | Scharm asch-Schaich | ITF W15   | Hartplatz | Xenija Saizewa | 7:63, 6:4 |
| 3.  | 5. März 2023       | Scharm asch-Schaich | ITF W15   | Hartplatz | Sandra Samir   | 6:4, 6:2  |

### Doppel
| Nr. | Datum              | Turnier             | Kategorie   | Belag     | Partnerin                 | Finalgegnerinnen                          | Ergebnis           |
| --- | ------------------ | ------------------- | ----------- | --------- | ------------------------- | ----------------------------------------- | ------------------ |
| 1.  | 17. Oktober 2015   | Scharm asch-Schaich | ITF $10.000 | Hartplatz | Freya Christie            | Jennifer Claffey Anna Morgina             | 6:3, 6:2           |
| 2.  | 30. Juni 2018      | Guimarães           | ITF $15.000 | Hartplatz | Jacqueline Cabaj Awad     | Zeel Desai Cristina Ene                   | 6:1, 6:0           |
| 3.  | 4. August 2018     | Dublin              | ITF $15.000 | Teppich   | Julia Kimmelmann          | Emily Appleton Lisa Ponomar               | 6:3, 2:6, [10:7]   |
| 4.  | 17. Februar 2019   | Antalya             | ITF W15     | Sand      | Ioana Gașpar              | Fanny Östlund Anna Ureke                  | 6:4, 6:3           |
| 5.  | 3. August 2019     | Dublin              | ITF W15     | Teppich   | Lisa Ponomar              | Karolína Beránková Georgia Drummy         | 6:0, 6:4           |
| 6.  | 27. Februar 2021   | Monastir            | ITF W15     | Hartplatz | Ilona Georgiana Ghioroaie | Weronika Falkowska Viktória Morvayová     | 1:6, 7:67, [12:10] |
| 7.  | 24. April 2021     | Monastir            | ITF W15     | Hartplatz | Ilona Georgiana Ghioroaie | Rebeka Masarova Daniela Vismane           | 6:2, 6:0           |
| 8.  | 10. Juli 2021      | Prokuplje           | ITF W15     | Sand      | Wiktorija Dema            | Fernanda Labraña Anna Turati              | kampflos           |
| 9.  | 27. August 2022    | Bad Waltersdorf     | ITF W15     | Sand      | Tiphanie Fiquet           | Nikola Břečková Romana Čisovská           | 2:6, 6:1, [10:5]   |
| 10. | 16. September 2022 | Melilla             | ITF W15     | Sand      | Amy Zhu                   | Giorgia Pinto Gaia Squarcialupi           | 6:3, 6:3           |
| 11. | 14. Oktober 2023   | Scharm asch-Schaich | ITF W15     | Hartplatz | Elena-Teodora Cadar       | Alexandra Pospelowa Darja Selinskaja      | 6:3, 6:4           |
| 12. | 28. Oktober 2023   | Scharm asch-Schaich | ITF W25     | Hartplatz | Yasmine Mansouri          | Katarína Kužmová Jekaterina Schalimowa    | 6:2, 7:65          |
| 13. | 9. Dezember 2023   | Scharm asch-Schaich | ITF W15     | Hartplatz | Katarína Kužmová          | Marija Tkatschowa Darja Selinskaja        | 6:3, 7:65          |
| 14. | 10. Februar 2024   | Scharm asch-Schaich | ITF W15     | Hartplatz | Jekaterina Schalimowa     | Darja Chamuzjanskaja Ewjalina Laskewitsch | 6:4, 6:2           |
| 15. | 2. März 2024       | Scharm asch-Schaich | ITF W15     | Hartplatz | Andrė Lukošiūtė           | Mana Ayukawa Briana Szabó                 | 6:4, 6:3           |
| 16. | 28. April 2024     | Kuršumlijska Banja  | ITF W15     | Sand      | Tea Nikčević              | Zuzanna Kolonus Darja Jessyptschuk        | 7:65, 6:4          |
| 17. | 1. Juni 2024       | Kuršumlijska Banja  | ITF W15     | Sand      | Inès Ibbou                | Elena Milovanović Andreea Prisăcariu      | 7:68, 66:7, [10:5] |
| 18. | 29. März 2025      | Scharm asch-Schaich | ITF W15     | Hartplatz | Arina Gabriela Vasilescu  | Daria Górska Kateryna Lasarenko           | 2:6, 6:3, [10:6]   |